# ديفيد برومباف
ديفيد برومباف هو سياسي أمريكي، ولد في 2 ديسمبر 1960 في بلدة أبينغتون ‏ في الولايات المتحدة، وتوفي في 15 أبريل 2017 في تلسا في الولايات المتحدة. نشط حزبياً في الحزب الجمهوري. وقد انتخب عضو مجلس نواب أوكلاهوما ‏.

## وصلات خارجية
- الموقع الرسمي